# Edmond Leenhardt
Pour l’article homonyme, voir Leenhardt.
Edmond Leenhardt, né le 20 juillet 1870 à Montpellier et mort le 17 janvier 1950 dans la même ville, est un architecte français, qui œuvra significativement à Montpellier.

## Biographie

### Vie privée
D'une famille de négociants et banquiers, fils de René Leenhardt (1835-1915), médecin, et de Florence Doxat, il est issu d'une famille de notables protestants de Montpellier, d'origine allemande.
En 1899, il épouse Pauline Tissié, fille du banquier Alphonse Tissié et d'Hélène Nairac de Ferrières. Il est le beau-père de Charles Westphal.

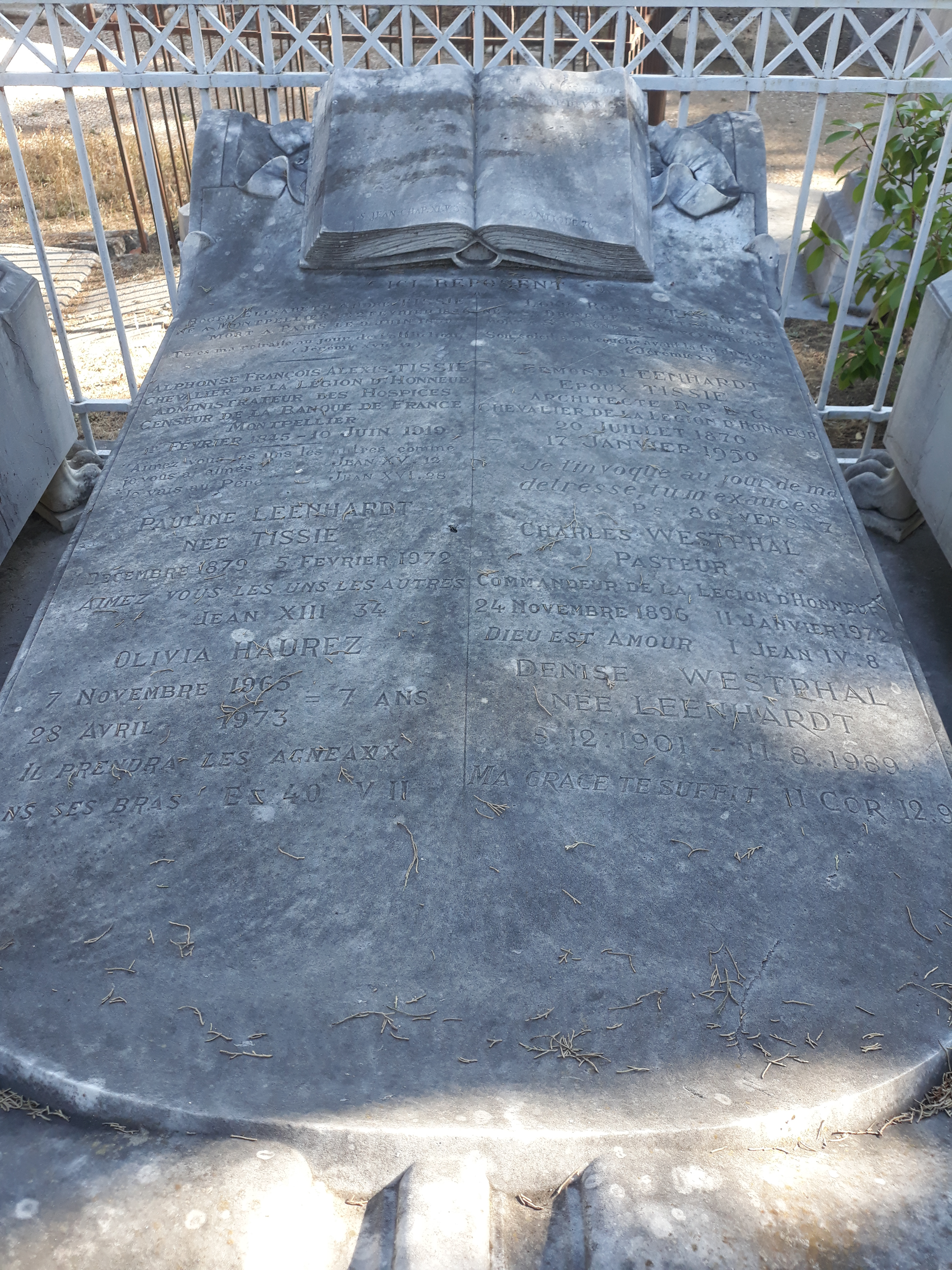
Tombe au cimetière protestant

Il meurt à Montpellier le 17 janvier 1950 et est inhumé au cimetière protestant de Montpellier.

### Formation
Il suit des études d'architecture à l’École des beaux-arts de Paris, dont il sort en 1898 titulaire du diplôme d'architecte du gouvernement (ADG).
Il revient alors à Montpellier où il enseigne pendant trois ans à l'École des beaux-arts.

### Réalisations

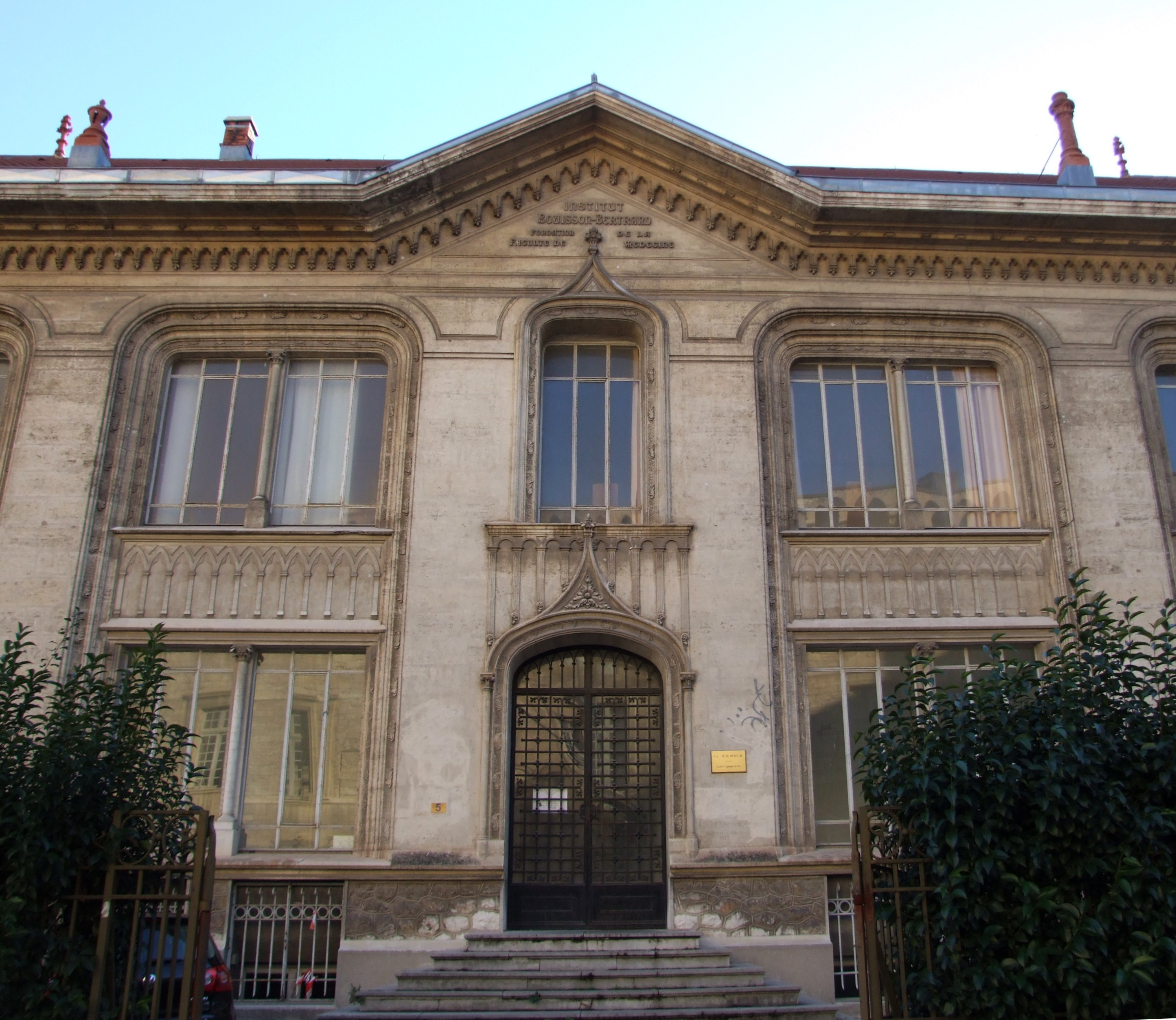
Institut Bouisson-Bertrand à Montpellier

Reconnu par la bourgeoisie protestante montpelliéraine dont il fait partie, il réalise de nombreuses villas et hôtels particuliers, notamment avenue de Lodève et avenue d'Assas. Il est également l'auteur à Montpellier de bâtiments à usage public, comme la clinique Beau Soleil (plus ancienne clinique mutualiste de France, créée par Charles Warnery), le Collège des Écossais, l'hôtel des Postes et Télégraphes, l'institut de recherche Bouisson-Bertrand rue de l'Ecole de Médecine, de nombreuses caves coopératives de l'Hérault, ainsi que des HBM, ancêtres des HLM.
En 1900, il cosigne la façade du Petit Palais à Paris.
Edmond Leenhardt a construit au moins une quarantaine de villas, ainsi que des immeubles à Montpellier. Parmi ses réalisations, peuvent être cités :
- Le domaine de Fontfroide, route de Ganges.
- Le domaine de Piedmarche, route de Ganges.
- Les habitations à bon marché de la rue Yvan et du boulevard Renouvier.
- Villa des Chardons, avenue de Lodève, pour l'ingénieur Édouard de Labouchère, apparentée au style Art nouveau. Elle appartient aujourd'hui à l'Académie de Montpellier.
- Villa Dôme Marguerite, 31 avenue de Castelnau, pour l'industriel Jean Chevallier.
- Villa Harmonie, 72 avenue de Lodève, pour la cantatrice Emma Calvé.
- Villa Kuger, avenue de Lodève.
- Villa de l'Octroi, avenue de Lodève.
- Villa Gros, avenue de Lodève.

En 1907, il construit un hôtel près du mont Aigoual, sur la commune de Valleraugue, à 1 370 m d'altitude, qui fonctionnera jusqu'en 1914. Il est aujourd'hui détruit.
En 1910, à la demande la Caisse d'épargne, ce sont les bains-douches du Vigan.
Devenu architecte des Postes et Télégraphes en 1923, il construit et entretient plusieurs hôtels, dont ceux de Montpellier et de Rodez en 1936.
Il est membre à la Société d'histoire et d'archéologie de Nîmes et du Gard.